# Yeshey Zimba
Pour les articles homonymes, voir Zimba.
Lyonpo Yeshey Zimba, né le 10 octobre 1952 et mort le 16 septembre 2024, est un homme d'État du Bhoutan.

## Études
Il obtient son baccalauréat et sa licence au collège Saint-Joseph de Darjeeling en Inde. Yeshey obtient ensuite un Master of Arts en économie à l'université du Wisconsin à Madison aux États-Unis.

## Responsabilités étatiques

### Premier ministre
Il est deux fois Premier ministre. Au Bhoutan, chaque ministre prend la place de chef du gouvernement pour un an. Yeshey est président du gouvernement de 2000 à 2001 et du 20 août 2004 au 5 septembre 2005.

### Autres responsabilités ministérielles
Il est ministre des Finances d'aout 1998 à juillet 2003. Il est ministre du Commerce et de l'Industrie jusqu'en 2007, puis, de 2008 à 2013, ministre du travail et des établissements humains.

## Accusation de corruption
En janvier 2018, le gouvernement l'accuse de corruption pour avoir, en 2013, fait approuver une disposition fiscale bénéficiant à une entreprise détenue par sa fille. Il dément ces accusations, soutenu par l'opposition et, en novembre 2019, la Commission anti-corruption le blanchit.

## Source
- (en) Cet article est partiellement ou en totalité issu de l’article de Wikipédia en anglais intitulé « Lyonpo Yeshey Zimba » (voir la liste des auteurs).